# Alice Evans
Alice Jane Evans, född 2 augusti 1968 i Summit i New Jersey (men uppvuxen i Bristol i England), är en brittisk-amerikansk skådespelerska.
Evans var från år 2007 gift med skådespelaren Ioan Gruffudd, som spelade mot henne i filmen 102 dalmatiner. Paret gifte sig i Mexiko i september 2007, för att sedan gå skilda vägar år 2021.
Hon har även gjort rollen som Esther i The Vampire Diaries.

## Filmografi (urval)
- 1999 - 10 orsaker att hata dig - kavat flicka
- 2000 - 102 dalmatiner - Chloe Simon
- 2000 - Fasta förbindelser - Diane Sullivan
- 2012 - The Vampire Diaries - Esther